# Maksim Astanin
Maksim Valérievich Astanin, en ruso: Максим Валерьевич Астанин, (nacido el 18 de junio de 1969 en Moscú, Rusia) es un exjugador de baloncesto ruso. Con 2.03 de estatura, su puesto natural en la cancha era el de alero.

## Trayectoria
- CSKA Moscú (1990-1994)
- Dinamo Moscú (1994-1998)
- Spartak Moscú (1998-2000)